# اژدهایان بهشت
اژدهایان بهشت عدن: گمانه‌زنی‌ها دربارهٔ فرگشت هوش انسان کتابی اثر کارل سیگن، اخترشناس و نویسنده آمریکایی است که برنده جایزه پولیتزر شده‌است. در این کتاب سیگن مباحث انسان‌شناسی، زیست‌شناسی فرگشتی، روانشناسی و علوم رایانه را با هم ترکیب می‌کند تا دورنمایی از چگونگی فرگشت هوشمندی انسان به دست آورد.
سیگن در جستجوی راهی برای اندازه‌گیری کمی هوش موجودات است. او ادعا می‌کند که نسبت جرم مغز به کل بدن معیار خوبی برای سنجیدن و مقایسه هوش جانداران مختلف است. همان‌طور که انسان بیشترین نسبت و بعد از او دلفین در جایگاه بعدی قرار دارد. از دیگر مسائلی که در کتاب به آن‌ها اشاره شده‌است می‌توان به فرگشت مغز (با تاًکید بر عملکرد نئوکورتکس در مغز انسان) دلیل فرگشتی خوابیدن و دیدن رؤیا، اثبات توانایی شامپانزه‌ها در استفاده از زبان اشاره، و دلیل ترس‌های درونی انسان و ساختن افسانه و داستان‌های خیالی. عنوان اژدهاهای بهشت عدن از این اندیشه وام گرفته شده که مجادله انسان‌های بدوی با موجودات درنده و به خصوص خزندگان مانند مار و تمساح منجر به ایجاد باورها و افسانه‌هایی در مورد اژدها شده‌است.

## خلاصه
کتاب یک بسط و گسترش کلی از یک سخنرانی در بزرگداشت ژاکوب برونوفسکی در مورد فلسفه طبیعی بود که سیگن آن را در دانشگاه تورنتو ارائه داد. در قسمت دیباچه سیگن تز خود را ارائه می‌دهد که: ذهن پیامدی از آناتومی و فیزیولوژی‌اش است نه چیزی بیشتر. با ارجاع به آثار چارلز داروین و آلفرد راسل والاس.
در فصل دو او خلاصه‌ای از فرگشت گونه‌ها را از شروع مه‌بانگ تا شروع تمدن انسانی با کمک روزنگار کیهانی ارائه می‌دهد؛ که هر یک میلیارد سال با بیست چهار ساعت در روزنگار کیهانی تطابق دارد.

## ترجمه به فارسی
این کتاب توسط عبدالحسین وهاب‌زاده تحت عنوان اژدهای بهشتی، به فارسی ترجمه شده است.